# Lijst van nummer 1-albums in de Vlaamse Ultratop 50 Albums in 2006
Onderstaande albums stonden in 2006 op nummer 1 in de Vlaamse Ultratop 50 Albums. De lijst wordt samengesteld door Ultratop 50.
| Nummer | Datum        | Artiest               | Titel                         |
| ------ | ------------ | --------------------- | ----------------------------- |
| 143    | 7 januari    | Laura Lynn            | Dromen                        |
|        | 14 januari   | Laura Lynn            | Dromen                        |
|        | 21 januari   | Laura Lynn            | Dromen                        |
|        | 28 januari   | Laura Lynn            | Dromen                        |
| 150    | 4 februari   | James Blunt           | Back to Bedlam                |
|        | 11 februari  | James Blunt           | Back to Bedlam                |
| 146    | 18 februari  | Frans Bauer           | 10 Jaar hits                  |
|        | 25 februari  | Frans Bauer           | 10 Jaar hits                  |
| 151    | 4 maart      | Spring                | Open je hart                  |
|        | 11 maart     | Spring                | Open je hart                  |
|        | 18 maart     | Spring                | Open je hart                  |
| 152    | 25 maart     | Placebo               | Meds                          |
|        | 1 april      | Placebo               | Meds                          |
| 153    | 8 april      | Massive Attack        | Collected                     |
|        | 15 april     | Massive Attack        | Collected                     |
|        | 22 april     | Massive Attack        | Collected                     |
| 154    | 29 april     | Frans Bauer           | Liefde is...                  |
|        | 6 mei        | Frans Bauer           | Liefde is...                  |
| 155    | 13 mei       | Tool                  | 10.000 Days                   |
| 156    | 20 mei       | Laura Lynn            | Voor jou                      |
|        | 27 mei       | Laura Lynn            | Voor jou                      |
|        | 3 juni       | Laura Lynn            | Voor jou                      |
|        | 10 juni      | Laura Lynn            | Voor jou                      |
|        | 17 juni      | Laura Lynn            | Voor jou                      |
|        | 24 juni      | Laura Lynn            | Voor jou                      |
| 157    | 1 juli       | Udo                   | U-Turn                        |
| 158    | 8 juli       | Red Hot Chili Peppers | Stadium arcadium              |
| 159    | 15 juli      | Muse                  | Black holes and revelations   |
|        | 22 juli      | Muse                  | Black holes and revelations   |
|        | 29 juli      | Muse                  | Black holes and revelations   |
| 160    | 5 augustus   | Crazy Frog            | More crazy hits               |
| 161    | 12 augustus  | Adya                  | Adya classic                  |
|        | 19 augustus  | Adya                  | Adya classic                  |
|        | 26 augustus  | Adya                  | Adya classic                  |
|        | 2 september  | Adya                  | Adya classic                  |
|        | 9 september  | Adya                  | Adya classic                  |
| 162    | 16 september | K3                    | Ya ya yippee                  |
| 163    | 23 september | Ozark Henry           | The soft machine              |
| 164    | 30 september | Helmut Lotti          | The crooners                  |
|        | 7 oktober    | Helmut Lotti          | The crooners                  |
|        | 14 oktober   | Helmut Lotti          | The crooners                  |
| 165    | 21 oktober   | Axelle Red            | Jardin secret                 |
| 166    | 28 oktober   | Admiral Freebee       | Wild dreams of new beginnings |
|        | 4 november   | Admiral Freebee       | Wild dreams of new beginnings |
| 164    | 11 november  | Helmut Lotti          | The crooners                  |
|        | 18 november  | Helmut Lotti          | The crooners                  |
| 167    | 25 november  | Moby                  | Go - The very best of Moby    |
|        | 2 december   | Moby                  | Go - The very best of Moby    |
| 164    | 9 december   | Helmut Lotti          | The crooners                  |
|        | 16 december  | Helmut Lotti          | The crooners                  |
|        | 23 december  | Helmut Lotti          | The crooners                  |
|        | 30 december  | Helmut Lotti          | The crooners                  |

1995 ·
1996 ·
1997 ·
1998 ·
1999 ·
2000 ·
2001 ·
2002 ·
2003 ·
2004 ·
2005 ·
2006 ·
2007 ·
2008 ·
2009 ·
2010 ·
2011 ·
2012 ·
2013 ·
2014 ·
2015 ·
2016 ·
2017 ·
2018 ·
2019 ·
2020 ·
2021 ·
2022 ·
2023 ·
2024 ·
2025
- Nederland
- Vlaanderen